# ناثان فليتشير
ناثان فليتشير (بالإنجليزية: Nathan Fletcher)‏ هو سياسي أمريكي، ولد في 31 ديسمبر 1976 في كارسون سيتي في الولايات المتحدة. حزبياً، نشط في الحزب الجمهوري والحزب الديمقراطي. وقد انتخب عضو جمعية ولاية كاليفورنيا.

## وصلات خارجية
- الموقع الرسمي